# エディフィシオ・コロナ
『エディフィシオ・コロナ』（スペイン語: Edificio Corona）は、チリのテレビドラマ。メガで2021年1月11日から8月9日まで放送された。

## 登場人物

### 主な登場人物
アガタ・カルデナス
演：パオラ・ボルパト
セルジオ・コレア
演：フランシスコ・メロ
ハビエラ・サンドヴァル・フェルナンデス
演：マリア・グラシア・オメーニャ
パブロ・アランシビア
演：ニコラス・オジャルズン
カルロス「カルリトス」ゴンザレス
演：フェルナンド・ゴドイ
ヘルマン・マンザーノ
演：マリオ・ホートン